# Kommunalvalget i Herlev Kommune 2021
Kommunalvalget i Herlev Kommune 2021 blev afholdt, som del af kommunal- og regionsrådsvalg 2021 i Danmark 16. november 2021. Der skal vælges 19 medlemmer af kommunalbestyrelsen, og der kræves 10 mandater for at danne et flertal. Siddende borgmester er Thomas Gyldal Petersen fra Socialdemokratiet, som har siddet på borgmesterposten uafbrudt siden 1970.
I alt stiller 77 kandidater op fordelt på 11 partier. Der er anmeldt følgende valgforbund:
| Valgforbund   | Partier                        |
| ------------- | ------------------------------ |
| Valgforbund 1 | C. Det Konservative Folkeparti |
| Valgforbund 1 | D. Nye Borgerlige              |
| Valgforbund 1 | I. Liberal Alliance            |
| Valgforbund 1 | O. Dansk Folkeparti            |
| Valgforbund 1 | V. Venstre                     |
| Valgforbund 2 | B. Radikale Venstre            |
| Valgforbund 2 | F. Socialistisk Folkeparti     |
| Valgforbund 2 | Ø. Enhedslisten                |

Det Konservative Folkeparti, Nye Borgerlige og Liberal Alliance opstiller sideordnet. De øvrige partier opstiller med partiliste.

## Valgte medlemmer af kommunalbestyrelsen
| Mandatnr. | Navn                         | Parti                       |
| --------- | ---------------------------- | --------------------------- |
| 1         | Thomas Gyldal Petersen       | Socialdemokratiet           |
| 2         | Henrik Hilleberg             | Det Konservative Folkeparti |
| 3         | Marianne Dithmer             | Enhedslisten                |
| 4         | Lars Mann Pedersen           | Socialdemokratiet           |
| 5         | Gitte Friberg Bomholdt       | Socialdemokratiet           |
| 6         | Hanne Bonderup Bjørn-Klausen | Det Konservative Folkeparti |
| 7         | Betina Skovby                | Socialistisk Folkeparti     |
| 8         | Marco Anders Damgaard        | Socialdemokratiet           |
| 9         | Dorte Vilhelmsen             | Det Konservative Folkeparti |
| 10        | Michele Møller Amundsen      | Socialdemokratiet           |
| 11        | Ibrahim Benli                | Enhedslisten                |
| 12        | Maria Irene Mankov           | Socialdemokratiet           |
| 13        | Jacob Aagesen                | Det Konservative Folkeparti |
| 14        | Henrik Sundstrup             | Socialdemokratiet           |
| 15        | Arly John Eskildsen          | Socialistisk Folkeparti     |
| 16        | René John Brohammer Hansen   | Socialdemokratiet           |
| 17        | Jeannet Lauenborg            | Det Konservative Folkeparti |
| 18        | Bo Carle Zabel               | Socialdemokratiet           |
| 19        | Deniz Kücükavci              | Radikale Venstre            |